# Mandato (ordinamento italiano)
Il mandato, secondo l’ordinamento giuridico italiano, è un contratto regolato dagli artt. 1703 e seguenti del codice civile italiano. Il contenuto del mandato dipende dall’ampiezza delle determinazioni pattizie di cui è frutto: possiamo quindi avere un mandato in cui le parti stabiliscono il tipo di atti da compiere e il loro numero, l'affare gestorio da realizzare, il tempo di adempimento; viceversa, possiamo avere anche un mandato in cui viene specificata solo la natura o la qualità degli atti da realizzare, senza ulteriore specificazione.

## Descrizione
Così, si parla di "mandato speciale" quando si determina il tipo (ed eventualmente anche il numero) degli atti da compiere e delle operazioni gestorie; si ha invece "mandato generale" quando non si specifica il tipo di atti da realizzare e il contratto è potenzialmente idoneo a ricomprendere ogni tipo di affare o una serie indeterminata di affari. La distinzione ha rilevanza sul piano normativo: solo al mandato speciale si applica l’art. 1708 I comma del codice civile, per il quale il mandato comprende non solo gli atti per i quali è stato concesso, ma anche quelli necessari al compimento di questi. Ne segue che sono compresi nel mandato speciale anche gli atti indispensabili per l'esecuzione dell'incarico. Questi ultimi possono essere di natura materiale o giuridica, e in ogni caso non rientrano nella disposizione atti non necessari ma meramente utili od opportuni.  Invece, solo al mandato generale si applica l’art. 1708 II comma, per il quale il mandato generale non comprende gli atti eccedenti l'ordinaria amministrazione, salvo che siano espressamente indicati: deve cioè essere espressamente indicato il tipo di atto da compiere, mentre è insufficiente l'inserzione di una mera clausola di stile che autorizza a compiere ogni atto eccedente l'ordinaria amministrazione.
È un principio temperato per i beni mobili non registrati: se è acquistato nel nome del mandatario ma nell'interesse del mandante, quest'ultimo può rivendicare i beni stessi sia contro il mandatario sia contro i terzi. Ove però il mandatario abbia già alienato a terzi in b.f. la rivendicazione non può essere accolta. Perché questa differenza? Il trasferimento degli immobili (registrati) esige forma scritta ad substantiam e trascrizione, perciò la proprietà non può essere attribuita al mandante senza un niovo atto scritto di trasferimento da sottoporsi a pubblicità. Nessuno ostacolo invece si opponeva all'acquisto immediato della proprietà dei beni mobili(non registrati) a favore del mandante: occorreva solo proteggere la buona fede dei terzi e per questo era sufficiente l'applicazione della regola possesso vale titolo. Qual è la forma del mandato senza rappresentanza? Bisogna interpretare l'art. 1706 co.2 che recita: “In caso d'inadempimento, si osservano le norme relative all'esecuzione dell'obbligo di contrarre” ->forma scritta del mandato -> se attribuisce un'azione di esecuzione in forma specifica allora si desume che il mandato ad acquistare un immobile equivale a un preliminare immobiliare ->forma scritta pena nullità. E per quanto riguarda il mandato con procura/rappresentanza è necessario e sufficiente che la forma scritta riguardi la sola procura e non il mandato, in quanto è la procura che produce il trasferimento automatico del diritto sul bene immobile ed è da qui che deriva l'obbligo di forma.
Si definisce "mandato professionale" il mandato conferito a un professionista, ad esempio un avvocato che tratti la difesa di una causa in tribunale o un agente di commercio che tratti affari commerciali affidatigli da un'azienda. Valendosi della propria capacità professionale e accettando tale tipo di mandato, il professionista garantisce di essere in grado e avere titolo e capacità per svolgere con proprietà e competenza il mandato affidatogli; se così non fosse il professionista potrebbe esser chiamato a rispondere del danno arrecato anche con la propria incompetenza oltre che con la propria eventuale trascuratezza.

## Elementi

### Onerosità presunta
La legge (art. 1709 c.c.) prevede una presunzione relativa di onerosità del mandato. Nel caso di mancata determinazione del compenso delle parti, si rinvia alle tariffe professionali (ove esistenti) o agli usi, e in ultima istanza alla determinazione autonoma del giudice.

### Obblighi delle parti
Il mandante è tenuto a fornire al mandatario quanto necessario per la esecuzione del contratto e a pagare il compenso stabilito. Il mandatario nell'esecuzione del mandato deve adoperare la diligenza del buon padre di famiglia. Deve informare il mandante delle vicende attinenti alla vita e alla esecuzione del mandato (per esempio l'avvenuto compimento degli atti ricompresi nel mandato). Deve rendere il conto dell'esecuzione del contratto e deve rendere le cose acquistate per causa del mandato.

### Inadempimento del mandatario senza rappresentanza
Nel caso in cui il mandatario non adempia l'obbligo del ritrasferimento dei diritti acquistati in nome proprio ma nell'interesse del mandante, questi può agire ex art. 2932 per ottenere una pronuncia che si sostituisce all'atto omesso dal mandante, e trasferisce il relativo diritto al mandante.